# NGC 7073
NGC 7073 هي مجرة حلزونية تبعد حوالي 231 مليون سنة ضوئية تقع في كوكبة الجدي (كوكبة). يبلغ قطره ما يقدر ب 59,340 سنة ضوئية. تم اكتشافها من قبل عالم الفلك ألبرت مارث في 25 أغسطس 1864.

## وصلات خارجية
- NGC 7073 على موقع ويكي سكاي: DSS2, SDSS, GALEX, IRAS, Hydrogen α, X-Ray, Astrophoto, Sky Map, Articles and images